# Władysław Rospondek
Władysław Rospondek (ur. w 1930 w Pleszowie) – polski artysta fotograf, uhonorowany tytułem Artiste FIAP (AFIAP). Członek rzeczywisty i Artysta Fotoklubu Rzeczypospolitej Polskiej (AFRP). Członek honorowy Krakowskiego Klubu Fotograficznego.

## Życiorys
Władysław Rospondek mieszka i pracuje w Krakowie, fotografuje od 1950 roku. Po raz pierwszy został nagrodzony w 1960 roku, kiedy to wziął udział w konkursie fotograficznym „Piękno Polski Południowej”. W 1961 roku został członkiem Krakowskiego Klubu Fotograficznego, gdzie w latach późniejszych został członkiem honorowym KKF. Jest współtwórcą Komisji Fotografii Krajoznawczej przy Zarządzie Głównym Polskiego Towarzystwa Turystyczno-Krajoznawczego. Od 1979 roku jest Instruktorem Fotografii PTTK (obecnie zasłużonym). Jest laureatem Nagrody Honorowej im. Fryderyka Kremsera. 
Jest autorem i współautorem wielu wystaw fotograficznych; krajowych i międzynarodowych; indywidualnych, zbiorowych, poplenerowych, pokonkursowych. Prezentował swoje fotografie w krajach takich jak: (m.in.) Anglia, Austria, Czechy, Francja, Hongkong, Łotwa, Niemcy, Polska, Rosja, Rumunia, Słowacja, Włochy, USA. Brał aktywny udział w Międzynarodowych Salonach Fotograficznych, organizowanych pod patronatem FIAP, zdobywając wiele akceptacji, medali, nagród, wyróżnień, dyplomów, listów gratulacyjnych. 
W 2004 roku został przyjęty w poczet członków Fotoklubu Rzeczypospolitej Polskiej Stowarzyszenia Twórców (legitymacja nr 186). Pokłosiem udziału w Międzynarodowych Salonach Fotograficznych (pod patronatem FIAP) było przyznanie Władysławowi Rospondkowi (w 2010 roku) tytułu honorowego Artiste FIAP (AFIAP), nadanego przez Międzynarodową Federację Sztuki Fotograficznej FIAP, z siedzibą w Luksemburgu.

## Wybrane wystawy indywidualne
- „Od Soczi do Leningradu”
- „Nasz Kraków”
- „Skalne Podhale”
- „Na turystycznych szlakach Polski”
- „Na ziemi mojej był K.L. Auschwitz”
- „Lata mijają fotografie pozostają”

Źródło

## Odznaczenia
- Medal 150-lecia Fotografii (1989)
- Złota Odznaka za Pracę Społeczną dla Miasta Krakowa
- Srebrna Odznaka za Pracę Społeczną dla Miasta Krakowa
- Złota Odznaka Zasłużony dla Ziemi Krakowskiej
- Złota Honorowa Odznaka PTTK
- Złota Odznaka Fotografii Krajoznawczej
- Srebrna Odznaka Honorowa Federacji Amatorskich Stowarzyszeń Fotograficznych w Polsce
- Srebrny Medal „Zasłużony dla Fotografii Polskiej”[12]
- Odznaka Honoris Gratia[13]

Źródło

## Publikacje (albumy)
- „Pleszów – ocalić od zapomnienia”[4][14]